# Constant de Deken

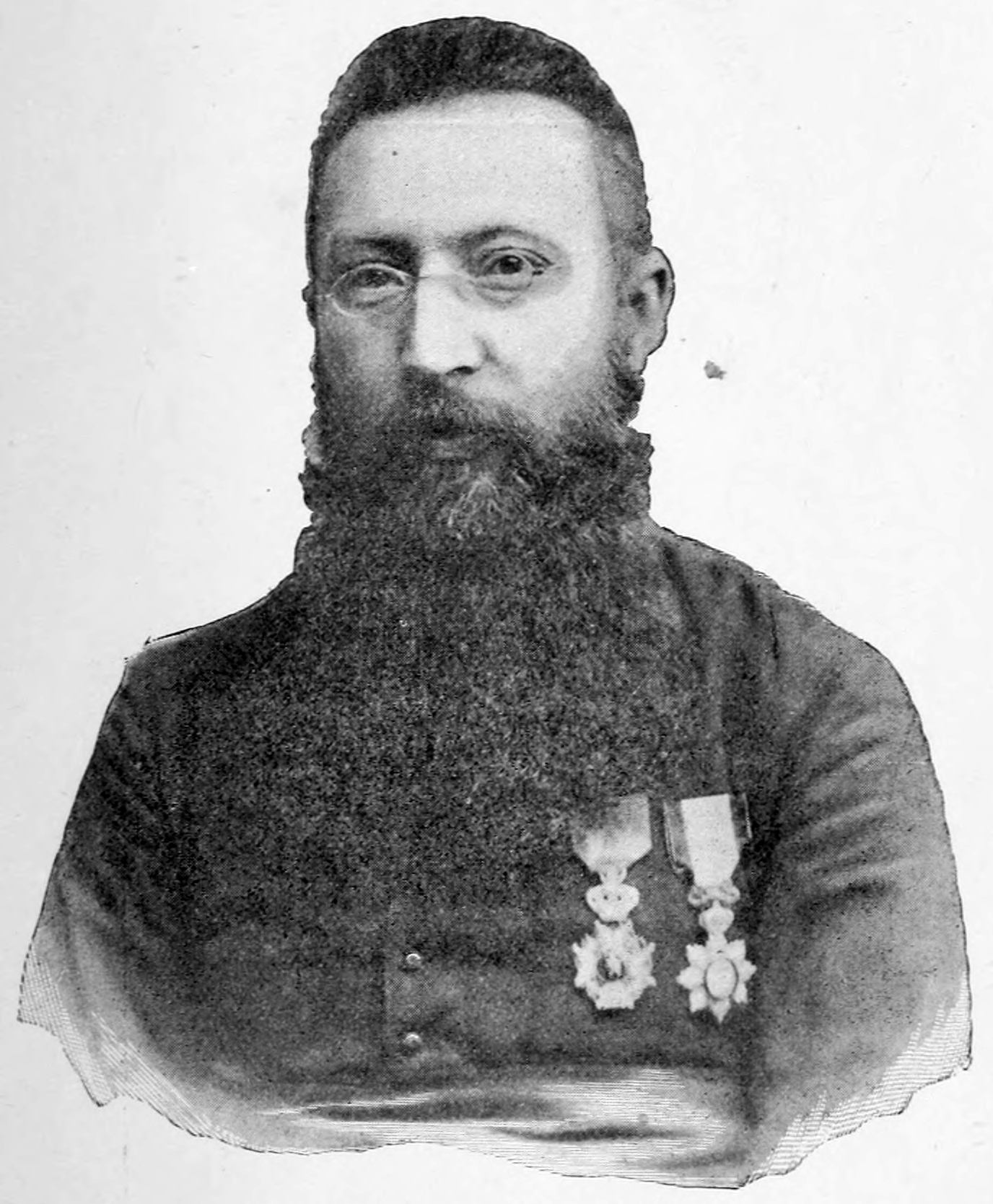
Constant de Deken

Constant Pierre-Joseph de Deken (* 7. März 1852 in Wilrijk, Belgien; † 3. März 1896 in Boma, Kongo-Freistaat) war ein belgischer katholischer Missionar, Anthropologe und Forschungsreisender.

## Biografie

### Missionar und Forschungsreisender in China
Als Sohn des Gastwirts Ludovicus De Deken und seiner Frau Maria-Theresia Van Dyck studierte Constant de Deken Theologie am Großen Priesterseminar von Mechelen. Da er sich zum Missionsdienst berufen fühlte, trat er 1877 bei den Patres von Scheut, einem Vorort von Brüssel, in das Noviziat ein. Dort wurde er am 7. Juni 1879 zum Priester geweiht und legte im März 1881 sein Gelübde ab. 1881 wurde er in den Missionsdienst nach China berufen.
Constant de Deken wurde zunächst der Mission sui juris Yining im äußersten Nordwesten Chinas (heute: autonome Region Xinjiang) in Zentralasien zugeteilt, das unter der Verwaltung des Erzbistums Lanzhou, heute Gansu, stand. Die Scheutisten waren seit 1865 in China präsent und wollten ihr Apostolat weiter nach Nordwesten ausdehnen. Es folgte ein kurzer Studienaufenthalt in Lanzhou, um sein Chinesisch zu perfektionieren. Deken nahm ab April 1882 seine Missionstätigkeit in der Region auf, indem er Touren von der Pfarrei Kouldja aus unternahm. Er blieb dort bis 1889.
Im selben Jahr nahm er an der wissenschaftlichen Expedition von Gabriel Bonvalot teil, den er mit seinem chinesischen Diener Bartholomeus und begleitet von Prinz Henri Philippe Marie d’Orléans als Botaniker und Fotografin Turkestan traf. Durch seine Sprachkenntnisse fungierte Deken als Dolmetscher. Ihr Ziel war es, Shanghai zu erreichen, indem sie Zentralasien, Tibet und Tonkin durchquerten, wo die Expedition im September 1890 ankam. Deken trennte sich dort von den Forschungsreisenden, die per Schiff von Hải Phòng nach Frankreich zurückkehrten. Sie waren die ersten Europäer, die das tibetische Hochplateau betraten und dabei von der Route abwichen, die zuvor Évariste Régis Huc und später Nikolai Prschewalski eingeschlagen hatten. Diese Expedition war beispiellos, da sie am Stück sechstausend Kilometer zurücklegte und eine beträchtliche botanische Sammlung mitbrachte, die anschließend im Naturhistorischen Museum in Paris weiter erforscht wurde.
Ein Jahr später verließ Pater de Deken China und kehrte in das Mutterhaus der Scheutisten in Brüssel zurück, wo er ein Jahr lang lebte. In dieser Zeit veröffentlichte Deken eine Beschreibung seiner Reise in einem aim Brüsseler Verlagshaus Polleunis & Ceuterick veröffentlichten Buch.

### Im Kongo

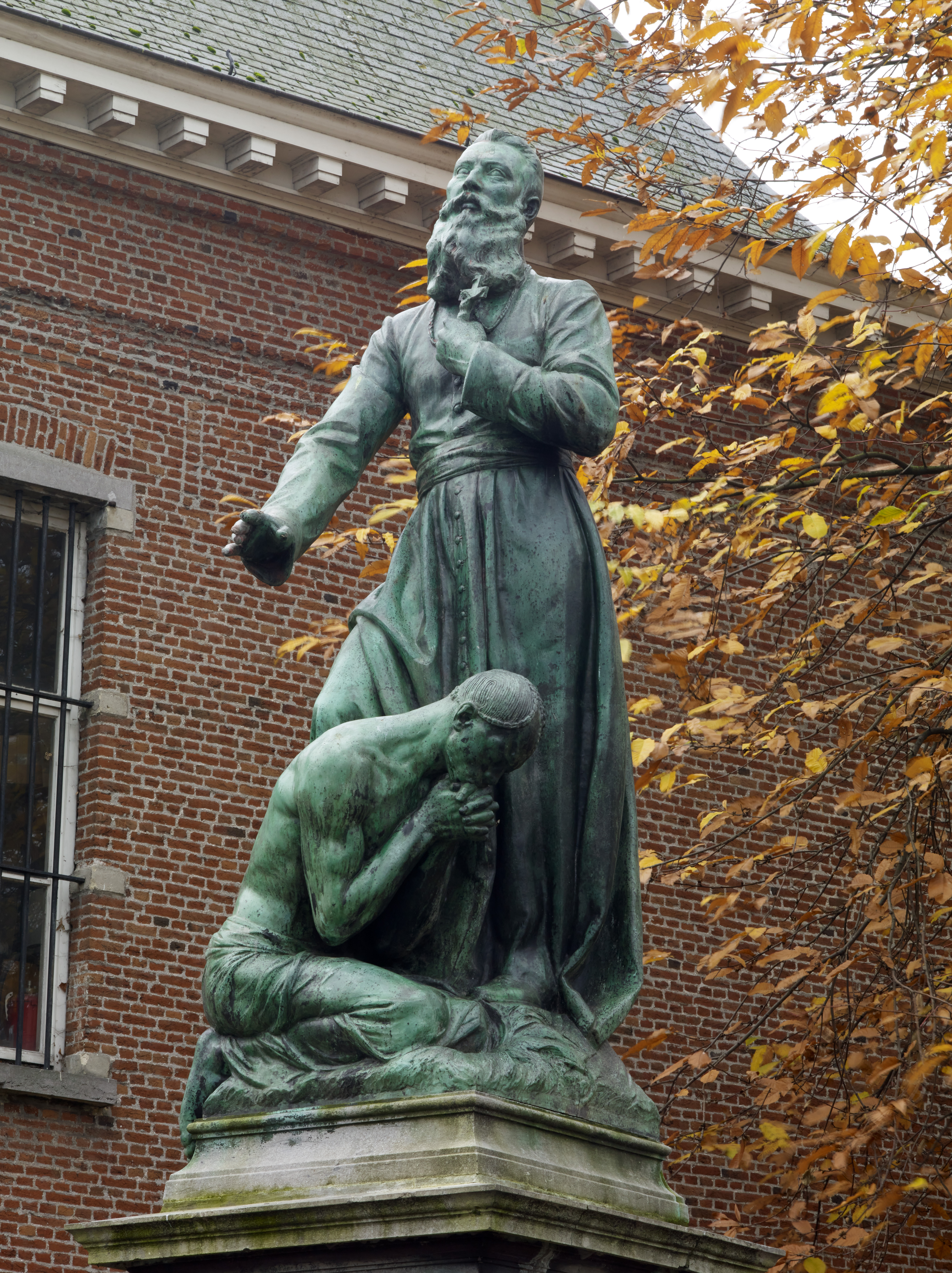
Statue von Constant De Deken in Wilrijk, Belgien (1904)

De Deken verließ Belgien erneut im Juni 1892 diesmal in das Herrschaftsgebiet des belgischen Königs Leopold II., dem Freistaat Kongo, wo die Scheutisten seit 1889 präsent waren. Dort wurde er nach Boma in Zentralkongo berufen. De Deken versuchte, die Kongolesen zu christianisieren. Zu diesem Zweck gründete er ein Kloster in Luluaburg. Doch seine Gesundheit begann zu versagen. Von Herbst 1894 bis Herbst 1895 war er in Brüssel. Anschließend kehrte er nach Kongo zurück, wo er im November 1895 ankam. Er starb am 3. März 1896 in Boma, wenige Tage vor der Feier seines 44. Geburtstags.

## Ehrungen und Kontroversen
- Ritter des belgischen Leopoldordens.

In Wilrijk gibt es ein Denkmal zu Ehren von De Deken, das mit einem Knie auf dem Rücken eines betenden Kongolesen steht. Die Statue ist seit 2014 heftig umstritten. Im Jahr 2020 wurde sie mit Farbe vandalisiert. Es gibt eine weitere Statue von De Deken in Antwerpen.
Eine Straße in Etterbeek trägt seinen Namen, ebenso wie eine Straße in Antwerpen.

## Veröffentlichungen
- À travers l’Asie, mit einem Vorwort von Jules Leclercq und illustriert mit Lithographien auf der Grundlage von Fotografien von Henri d’Orléans. Polleunis & Ceuterick. Brüssel. 1894.
- Deux ans au Congo